# ロバート・ルーカス (政治家)
ロバート・ルーカス（Robert Lucas、1781年4月1日 - 1853年1月7日）はアメリカ合衆国の政治家である。第12代オハイオ州知事。
1832年の初の民主党大会の議長、1832年から1836年までオハイオ州知事であり、1838年から1841年までアイオワ準州の初の知事も務めた。米英戦争中、オハイオ州民兵隊において少将にまで上り詰めた。ミシガン準州からの抵抗を物ともせず、オハイオ州知事の2期目中、彼の名前にちなんだオハイオ州ルーカス郡が設立され、そして、それはマウミー川の河口付近の土地を要求することとなった。流血をほとんど伴わなかったトレド政争はこのように引き起こされたのである。後に、アイオワ準州の知事に任ぜられ、1838年から1841年まで務めた。